# 최철
최철(崔鐵, 1919년 5월 14일 ~ 1951년 3월 25일)은 대한민국의 독립운동가이다.

## 생애

### 주요 경력
- 친형 최규례(崔奎禮)와 함께 중화민국 허난 성 뤄양(洛陽)에 건너가서 잠시 대한임정 정보원 활동(1938년).
- 중화민국 산시 성 시안 중앙전시전투원훈련학교 졸업(1940년)
- 중화민국 광둥 성 광저우 황푸 군관학교 보병학과 졸업(1941년)
- 대한광복군 제2지대 제3구대 제3분대장 복무.
- 제2차 세계 대전 후기 때 한미합작OSS특수훈련 참가.
- 1945년 8월 15일, 중화민국 산시 성 시안에서 조선 광복을 목도.
- 1946년 2월 중화민국 장쑤 성 상하이에서 대한광복군 중사 전역.
- 1946년 3월 대한민국 귀국 이후 한국독립당 초급행정위원을 2년간 역임.
- 1948년 3월 한국독립당 탈당 이후로도 일생을 독신으로 지냈고 경기도 인천에 낙향 및 정착 거주.

## 사후
그의 사후 대한민국 정부에서는 고인의 공훈을 기리기 위하여 1977년 대한민국 건국포장과, 1990년에 대한민국 건국훈장 애국장을 각각 추서하였다.